# Flexamia productus
Flexamia productus är en insektsart som beskrevs av Walker 1851. Flexamia productus ingår i släktet Flexamia och familjen dvärgstritar. Inga underarter finns listade i Catalogue of Life.